# Рамаз Зоїдзе
Рамаз Зоїдзе (груз. რამაზ ზოიძე; нар. 13 лютого 1996, Батумі, Аджарія) — грузинський борець греко-римського стилю, бронзовий призер чемпіонату світу, учасник двох Олімпійських ігор.

## Життєпис
Був чемпіоном світу та Європи у всіх молодших вікових групах (серед кадетів юніорів та молоді).
Чемпіон Грузії з греко-римської боротьби 2019 року.
У 2019 році дебютував на чемпіонаті Європи серед дорослих, посів 11 місце.
У березні 2021 виграв Європейський олімпійський кваліфікаційний турнір з боротьби в Будапешті, здобувши ліцензію на літні Олімпійські ігри в Токіо.
На Олімпіаді переміг кубинця Ісмаеля Борреро (3-2) та Акера Аль-Обаїді, що представляв збірну біженців (10-0). У півфіналі поступився Мохаммеду Резі Гераеї з Ірану (7-1), а у поєдинку за бронзову нагороду Франку Штеблер з Німеччини (4-5). Посів у підсумку п'яте місце.
На дебютному для себе чемпіонаті світу серед дорослих у 2021 році здобув бронзову нагороду. В 1/8 фіналу переміг Заура Кабалоєва, що представляв Італію (11-2), у чвертьфіналі Себастьяна Надя із Сербії (8-1), але у півфіналі знову мінімально поступився Мохаммеду Резі Гераеї (6-7). У поєдинку за бронзову медаль впевнено здолав Гасрата Джафарова з Азербайджану (8-0).

## Спортивні результати на міжнародних змаганнях

### Виступи на Олімпіадах
| Змагання                    | Збірна | Вагова категорія                 | Місце |
| --------------------------- | ------ | -------------------------------- | ----- |
| Літні Олімпійські ігри 2020 | Грузія | греко-римська боротьба, до 67 кг | 5     |
| Літні Олімпійські ігри 2024 | Грузія | греко-римська боротьба, до 67 кг | 12    |

### Виступи на Чемпіонатах світу
| Змагання                        | Збірна | Вагова категорія                 | Місце  |
| ------------------------------- | ------ | -------------------------------- | ------ |
| Чемпіонат світу з боротьби 2021 | Грузія | греко-римська боротьба, до 67 кг | Бронза |
| Чемпіонат світу з боротьби 2023 | Грузія | греко-римська боротьба, до 72 кг | 22     |

### Виступи на Чемпіонатах Європи
| Змагання                         | Збірна | Вагова категорія                 | Місце |
| -------------------------------- | ------ | -------------------------------- | ----- |
| Чемпіонат Європи з боротьби 2019 | Грузія | греко-римська боротьба, до 72 кг | 11    |
| Чемпіонат Європи з боротьби 2022 | Грузія | греко-римська боротьба, до 67 кг | 5     |
| Чемпіонат Європи з боротьби 2023 | Грузія | греко-римська боротьба, до 72 кг | 10    |

### Виступи на інших змаганнях
| Змагання                                                       | Збірна | Вагова категорія                 | Місце  |
| -------------------------------------------------------------- | ------ | -------------------------------- | ------ |
| Меморіал Болата Турлиханова 2015                               | Грузія | греко-римська боротьба, до 66 кг | Бронза |
| Меморіал Болата Турлиханова 2016                               | Грузія | греко-римська боротьба, до 66 кг | 7      |
| Київський Міжнародний турнір з боротьби 2017                   | Грузія | греко-римська боротьба, до 71 кг | Срібло |
| Турнір Г. Картозія і В. Балавадзе 2017                         | Грузія | греко-римська боротьба, до 71 кг | Срібло |
| Кубок Владислава Пітласинські 2017                             | Грузія | греко-римська боротьба, до 71 кг | 24     |
| Меморіал Болата Турлиханова 2017                               | Грузія | греко-римська боротьба, до 75 кг | 12     |
| Клубний чемпіонат світу з боротьби 2017                        | Грузія | команда                          | 4      |
| Турнір Дана Колова — Николи Петрова 2018                       | Грузія | греко-римська боротьба, до 72 кг | Бронза |
| Турнір Г. Картозія і В. Балавадзе 2018                         | Грузія | греко-римська боротьба, до 72 кг | 9      |
| Гран-прі Німеччини з боротьби 2018                             | Грузія | греко-римська боротьба, до 72 кг | 14     |
| Меморіал Олега Караваєва 2018                                  | Грузія | греко-римська боротьба, до 72 кг | Золото |
| Клубний чемпіонат світу з боротьби 2018                        | Грузія | команда                          | Бронза |
| Гран-прі Загреба з боротьби 2019                               | Грузія | греко-римська боротьба, до 72 кг | Срібло |
| Меморіал Іона Корнеану і Ладислава Сімона 2019                 | Грузія | греко-римська боротьба, до 72 кг | 5      |
| Київський Міжнародний турнір з боротьби 2021                   | Грузія | греко-римська боротьба, до 67 кг | Золото |
| Олімпійський кваліфікаційний турнір з боротьби 2020 (Будапешт) | Грузія | греко-римська боротьба, до 67 кг | Золото |
| Турнір Дана Колова — Николи Петрова 2022                       | Грузія | греко-римська боротьба, до 72 кг | 10     |
| Гран-прі Іспанії з боротьби 2022                               | Грузія | греко-римська боротьба, до 72 кг | Золото |
| Меморіал Іона Корнеану і Ладислава Сімона 2022                 | Грузія | греко-римська боротьба, до 67 кг | Срібло |
| Турнір Ібрагіма Мустафи 2023                                   | Грузія | греко-римська боротьба, до 72 кг | Золото |
| Турнір К. У. Кожомкула і Р. Санатбаєва 2023                    | Грузія | греко-римська боротьба, до 72 кг | Золото |
| Меморіал Іона Корнеану і Ладислава Сімона 2023                 | Грузія | греко-римська боротьба, до 72 кг | Золото |
| Олімпійський кваліфікаційний турнір з боротьби 2024 (Стамбул)  | Грузія | греко-римська боротьба, до 67 кг | Золото |

### Виступи на змаганнях молодших вікових груп
| Змагання                                       | Збірна | Вагова категорія                 | Місце  |
| ---------------------------------------------- | ------ | -------------------------------- | ------ |
| Чемпіонат Європи з боротьби серед кадетів 2011 | Грузія | греко-римська боротьба, до 42 кг | Бронза |
| Чемпіонат світу з боротьби серед кадетів 2011  | Грузія | греко-римська боротьба, до 42 кг | Золото |
| Чемпіонат Європи з боротьби серед кадетів 2012 | Грузія | греко-римська боротьба, до 46 кг | Золото |
| Чемпіонат світу з боротьби серед кадетів 2012  | Грузія | греко-римська боротьба, до 46 кг | Срібло |
| Чемпіонат Європи з боротьби серед кадетів 2013 | Грузія | вільна боротьба, до 58 кг        | Бронза |
| Чемпіонат світу з боротьби серед кадетів 2013  | Грузія | вільна боротьба, до 58 кг        | Срібло |
| Чемпіонат Європи з боротьби серед юніорів 2015 | Грузія | греко-римська боротьба, до 66 кг | 15     |
| Чемпіонат світу з боротьби серед юніорів 2015  | Грузія | греко-римська боротьба, до 66 кг | Золото |
| Чемпіонат Європи з боротьби серед юніорів 2016 | Грузія | греко-римська боротьба, до 66 кг | Золото |
| Чемпіонат світу з боротьби серед юніорів 2016  | Грузія | греко-римська боротьба, до 66 кг | Золото |
| Чемпіонат Європи з боротьби серед молоді 2016  | Грузія | греко-римська боротьба, до 71 кг | Бронза |
| Чемпіонат Європи з боротьби серед молоді 2017  | Грузія | греко-римська боротьба, до 71 кг | Золото |
| Чемпіонат світу з боротьби серед молоді 2017   | Грузія | греко-римська боротьба, до 71 кг | 7      |
| Чемпіонат Європи з боротьби серед молоді 2018  | Грузія | греко-римська боротьба, до 72 кг | Золото |
| Чемпіонат світу з боротьби серед молоді 2018   | Грузія | греко-римська боротьба, до 72 кг | Срібло |
| Чемпіонат Європи з боротьби серед молоді 2019  | Грузія | греко-римська боротьба, до 72 кг | Золото |
| Чемпіонат світу з боротьби серед молоді 2019   | Грузія | греко-римська боротьба, до 72 кг | 5      |